# Dawid Glass
Dawid Glass (hebr.: דוד גלס, ang.: David Glass, ur. 16 października 1936 w Balfurji, zm. 16 sierpnia 2014) – izraelski polityk, w latach 1977–1981 poseł do Knesetu z listy Narodowej Partii Religijnej (Mafdal).
W wyborach parlamentarnych w 1977 po raz pierwszy i jedyny dostał się do izraelskiego parlamentu.